# Клатерна
Клатерна (Claternae, CLATERNA (Κλάτερνα: Quaderna)) — стародавнє місто (нині не існує) в сучасній Італії.
Розташування: Клатерна була розташована в теперішньому регіоні Емілія-Романья в Італії, приблизно за 15 кілометрів (9 миль) на південний захід від сучасного міста Болонья.
Заснування: Клатерна була заснована римлянами у 2 столітті до нашої ери як стратегічний форпост уздовж шляху Віа Емілія (Емілієва дорога), важливої римської дороги, яка з'єднувала північно-західну Італію та узбережжя Адріатичного моря.
Розвиток: Клатерна швидко перетворилася на процвітаюче місто завдяки своєму стратегічному розташуванню та ролі торгового центру. Місто стало муніципієм, типом римського міста зі ступенем самоврядування, у 1 столітті до нашої ери.
Розквіт: Клатерна досягла піку свого розквіту в 1-му і 2-му століттях нашої ери. Протягом цього часу тут проживало кілька тисяч людей і місто було прикрашене різноманітними громадськими будівлями, включаючи храми, театри та лазні.
Занепад: Клатерна почала занепадати в 3 столітті нашої ери, коли Римська імперія слабшала. Зрештою воно було покинуте у 6 столітті нашої ери після низки вторгнень племен варварів (Варварські королівства). Літописці приписують знищення Клатерни племенам, яких називали Гуни.
Археологічні розкопки: Клатерна є місцем археологічних розкопок з кінця 19 століття. Під час цих розкопок було виявлено безліч артефактів, зокрема кераміку, монети та мозаїку.
Поточний статус: сьогодні Клатерна охороняється як археологічний об'єкт. Він закритий для публіки, але відвідувачі можуть переглянути деякі артефакти, які були розкопані, в Музеї Клатерни в Болоньї.